# 마츠바라 치에코
마츠바라 치에코(Chieko Matsubara, 1945년 1월 6일 ~ )는 일본의 배우이다.
이케다정에서 태어났다.

## 방송
- 운석가족
- 평온한 시간~길
- 오오오카 에치젠 4
- 우츠보카즈라의 꿈
- 숨은 국화